# Ti West
Timon West (Wilmington, 5 ottobre 1980) è un regista, sceneggiatore, montatore e direttore della fotografia statunitense.

## Biografia
Dopo aver frequentato l'istituzione di formazione artistica privata School of Visual Arts di Manhattan, ha messo in pratica i propri studi in materia cinematografica realizzando The Wicked nel 2001, un cortometraggio horror di cui ha curato regia, sceneggiatura e montaggio. Nell'anno medesimo è stato oggetto di uno speciale per la rivista Teen People Magazine.
Nel 2009 ha diretto e scritto per conto di IFC Films la serie in rete Dead & Lonely, la cui prima stagione è terminata a ottobre dello stesso anno. Avrebbe dovuto dirigere A Haunting in Georgia, seguito diretto del successo indipendente Il messaggero - The Haunting in Connecticut, ma ha abbandonato la regia nel marzo 2010. Nel 2011 è uscito The Innkeepers, film horror di MPI e Dark Sky, diretto da West e prodotto da Larry Fessenden con Kelly McGillis, Sara Paxton e Pat Healy.

### La trilogia di X
Nel 2022 esce X: A Sexy Horror Story, film slasher-horror dove la protagonista e l'antagonista sono interpretate da Mia Goth; la pellicola è il primo film di una trilogia – che comprende i successivi Pearl e MaXXXine – incentrata sui personaggi di Maxine e Pearl, due donne che hanno l'ambizione di diventare delle star. Prodotto con un budget di appena un milione di dollari, X sarà un successo al botteghino, incassandone oltre quattordici: questo ha permesso al regista di continuare la sua trilogia con Pearl, un prequel in cui Goth ritorna a recitare nella parte della protagonista. Distribuito anch'esso nel 2022 si rivelerà ancora un altro successo, sia di critica che di incassi.

## Filmografia

### Regista

#### Cinema
- The Wicked - cortometraggio (2001)
- The Roost (2005)
- Trigger Man (2007)
- The House of the Devil (2009)
- Cabin Fever 2 - Il contagio (Cabin Fever 2: Spring Fever) (2009)
- The Innkeepers (2011)
- Second Honeymoon, episodio di V/H/S (2012)
- M is for Miscarriage, episodio di The ABCs of Death (2012)
- The Sacrament (2013)
- Nella valle della violenza (In a Valley of Violence) (2016)
- X: A Sexy Horror Story (X) (2022)
- Pearl (2022)
- MaXXXine (2024)

#### Televisione
- Scream – serie TV, episodio 1x09 (2015)
- Wayward Pines – serie TV, episodi 2x04-2x10 (2016)
- Outcast – serie TV, episodio 2x05 (2017)
- The Exorcist – serie TV, episodio 2x03 (2017)
- The Passage – serie TV, episodio 1x08 (2019)
- Chambers – serie TV, episodi 1x03-1x08 (2019)
- The Resident – serie TV, episodio 3x04 (2019)
- Soundtrack – serie TV, episodi 1x03-1x05 (2019)
- Loop (Tales from the Loop) – serie TV, episodio 1x07 (2020)
- Loro (Them) – serie TV, episodi 1x07-1x10-2x10 (2021-2024)

### Sceneggiatore
- The Wicked (2001)
- The Roost (2005)
- Trigger Man (2007)
- The House of the Devil (2009)
- Cabin Fever 2 - Il contagio (Cabin Fever 2: Spring Fever) (2009)
- The Innkeepers (2011)
- V/H/S (2012)
- The ABCs of Death (2012)
- The Sacrament (2013)
- Nella valle della violenza (In a Valley of Violence) (2016)
- X: A Sexy Horror Story (X) (2022)
- Pearl (2022)
- MaXXXine (2024)